# Polícia Civil do Estado de Mato Grosso do Sul
A Polícia Civil do Estado de Mato Grosso do Sul é uma das polícias de Mato Grosso do Sul, Brasil, órgão do sistema de segurança pública ao qual compete, nos termos do artigo 144, § 4º, da Constituição Federal e ressalvada competência específica da União, as funções de polícia judiciária e de apuração das infrações penais, exceto as de natureza militar.

## Histórico
As Polícias Civis se originaram da instituição da Intendência Geral de Polícia da Corte e do Estado do Brasil, em 10 de maio de 1808, cuja organização e normas logo se disseminaram para todo o país. Reformas posteriores no Império e na República mantiveram um modelo nacional. Desde 1871 as investigações policiais são formalizadas no Inquérito Policial presididos pelos delegados de polícia, conforme previsão legal do Código de Processo Penal.
A divisão do Estado de Mato Grosso, ocorrida por força da Lei Complementar n.º 31, de 11 de outubro de 1977, com o nascimento de uma nova unidade da Federação, o Estado de Mato Grosso do Sul, importou na criação da estrutura administrativa e operacional que desse continuidade aos serviços públicos necessários ao seu desenvolvimento. Parte do funcionalismo do Estado de Mato Grosso passou a  integrar o quadro de pessoal do novo estado, principalmente, o que já atuava no seu território.
Da mesma forma, a Polícia Civil passou a ser organizada, vindo a enriquecer os seus quadros através do concurso público realizado em 1983 para provimento de todas as categorias funcionais da instituição. A Academia de Polícia Civil, em 12 de março de 1984, é inaugurada para atender à formação profissional desse primeiros servidores, inclusive dos futuros delegados de polícia.
A  Constituição de 1988 deu assento no seu texto à Polícia Civil, fixando a sua competência e designando os integrantes da carreira de delegado de polícia para a chefia máxima da instituição. Em Mato Grosso do Sul é ele escolhido e nomeado pelo governador do estado, dentre os ocupantes da Classe Especial.  
A Polícia Civil regida por estatuto próprio, a  Lei Complementar n.º 114, de 19 de dezembro de 2005,  é um órgão de execução da Secretaria de Estado de Justiça e Segurança Pública, conforme estabelece o  Decreto n.º 12.218, de 28 de dezembro de 2006.

## Carreiras policiais
- Delegado de Polícia
- Escrivão de Polícia Judiciária
- Investigador de Polícia Judiciária

## Estrutura básica

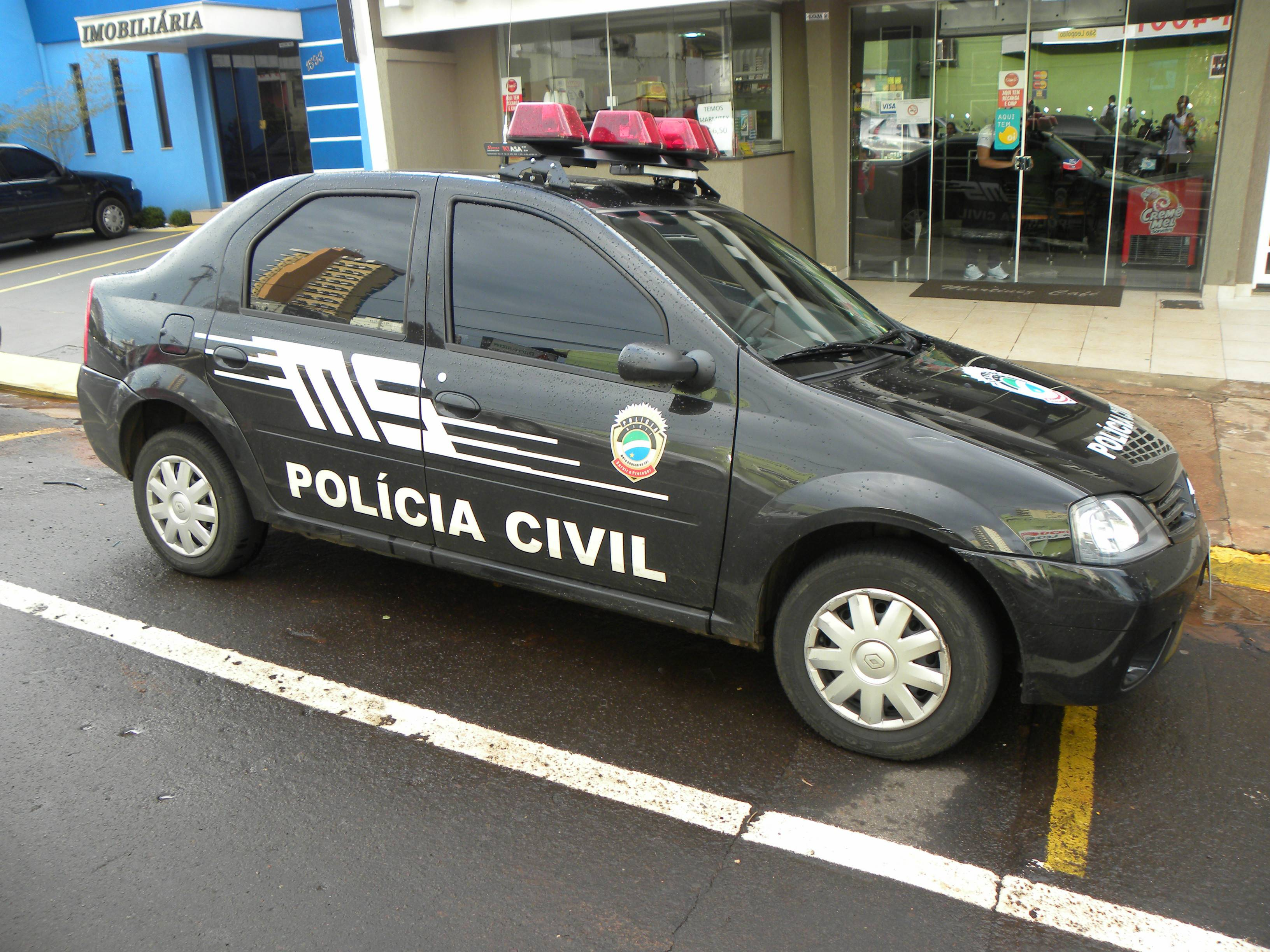
Veículo Renault da Polícia Civil

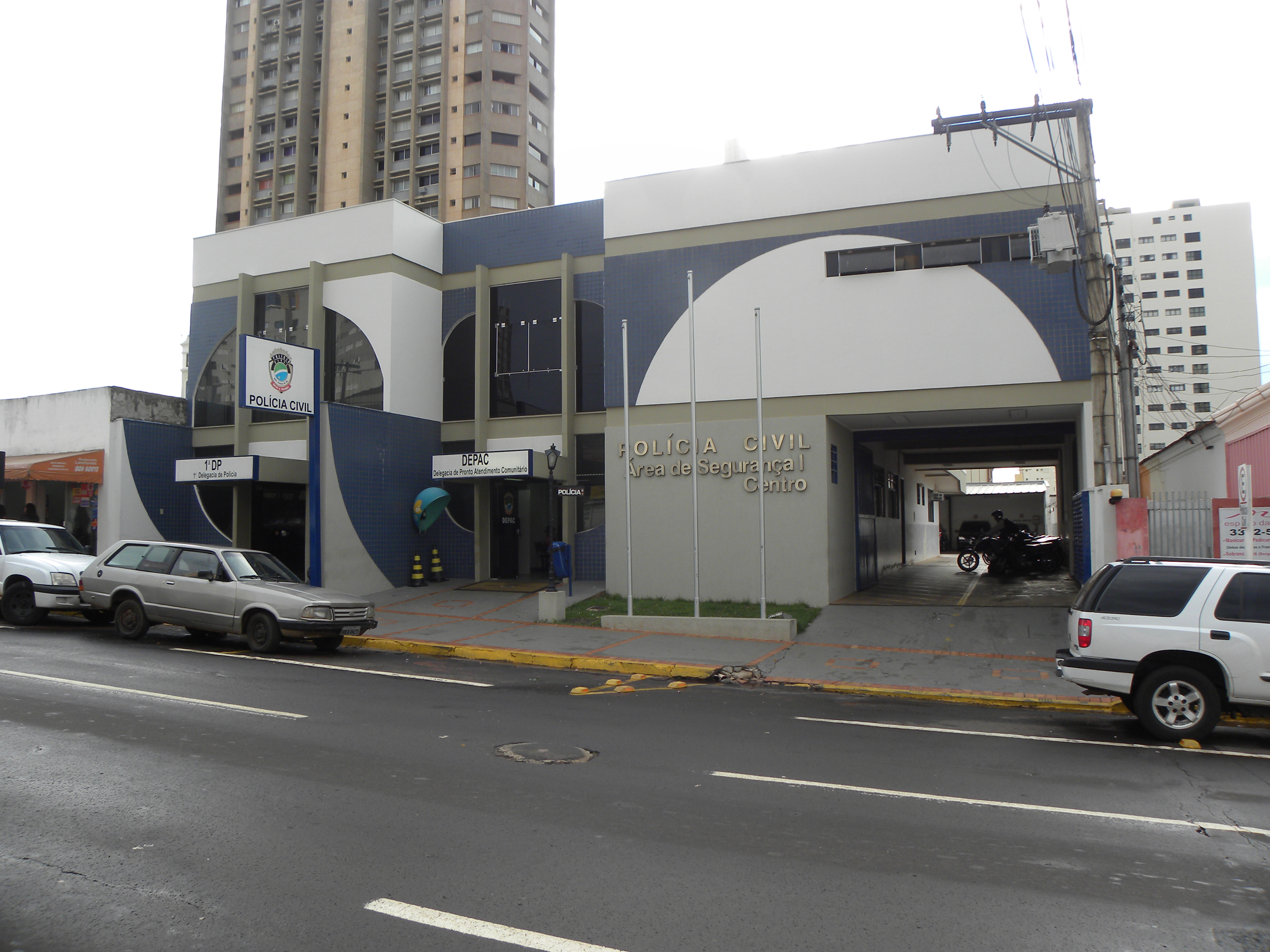
1ª Delegacia de Polícia de Campo Grande

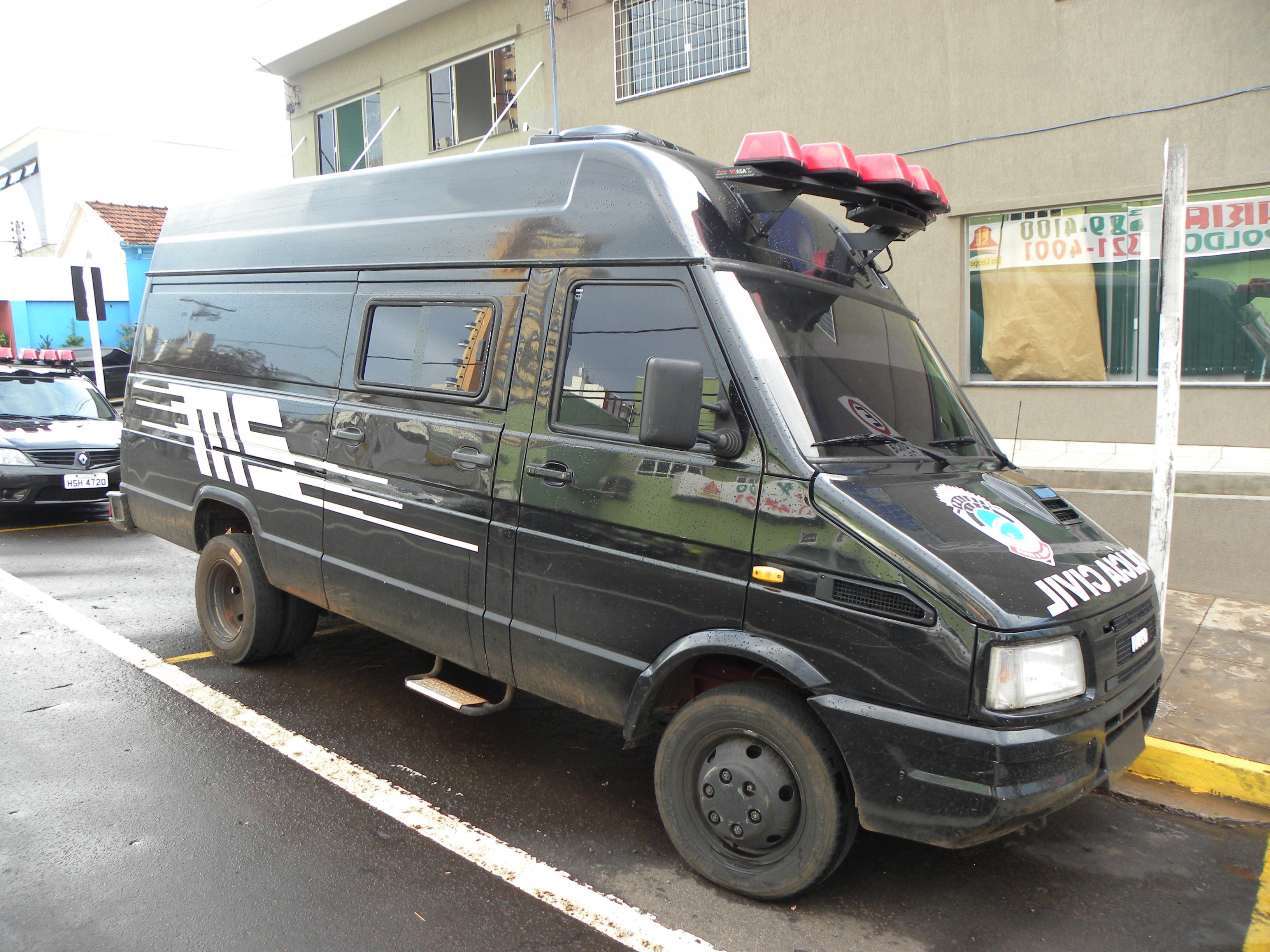
Van da Polícia

- órgãos colegiados:

Conselho Superior da Polícia Civil;
Conselho de Ensino da Academia de Polícia Civil.
- órgãos de administração superior:

Departamento de Policia Especializada;
Departamento de Polícia da Capital;
Departamento de Policia do Interior;
Departamento de Inteligência Policial;
Departamento de Recursos e Apoio Policial;
Corregedoria-Geral da Polícia Civil;
Academia de Polícia Civil;
Ouvidoria da Polícia Civil
- órgãos de execução programática:

Divisão de Polícia;
Delegacia Regional de Polícia;
Delegacia de Polícia..

### Delegacia de polícia
A Polícia Civil do Estado de Mato Grosso do Sul, dirigida pelo Diretor-Geral da Polícia Civil, desenvolve os serviços públicos da sua competência, basicamente, através dos Distritos Policiais e Delegacias Municipais. As delegacias distribuídas pelo território estadual, são, nas suas circunscrições, o centro das investigações e dos demais atos de polícia judiciária e pontos de atendimento e proteção à população. São 11 delegacias na capital do estado e 79 no Interior.

### Investigação especializada
Em apoio as delegacias distritais, surgiram as delegacias especializadas decorrentes do desenvolvimento da atividade criminosa que também se especializou, organizou-se em quadrilhas e estendeu as suas ações por largas faixas territoriais. As principais delegacias especializadas reprimem o tráfico de entorpecentes, o roubo e o furto, inclusive de automóveis, as fraudes ou defraudações, sendo certa a inclusão das delegacias de homicídios dentre essas unidades pela importância do bem jurídico protegido que é a vida humana.
A Polícia Civil de Mato Grosso do Sul conta com as seguintes unidades especializadas:
Delegacia Especializada de Repressão a Roubo a Banco e Resgate a Assaltos e Seqüestros
Delegacia Especializada de Repressão aos Crimes de Fronteira - DEFRON
Delegacia Especializada de Repressão aos Crimes de Defraudações, Falsificações, Falimentares e Fazendários - DEDFAZ
Delegacia Especializada de Repressão aos Crimes de Roubos e Furtos -DERF
Delegacia Especializada de Repressão aos Crimes de Furtos e Roubos de Veículos - DEFURV
Delegacias Especializadas de Atendimento à Mulher - DEAM
Delegacia Especializada de Repressão aos Crimes de Homicídios - DEH
Delegacia Especializada de Proteção à Criança e ao Adolescente - DEPCA
Delegacia Especializada de Atendimento à Infância e Juventude - DEAIJ
Delegacia Especializada de Polinter e Capturas - POLINTER
Delegacia Especializada de Repressão aos Crimes Contra as Relações de Consumo - DECON
Delegacia Especializada de Ordem Política e Social - DEOPS
Delegacia Especializada de Repressão ao Narcotráfico – DENAR
Delegacia Especializada de Repressão aos Crimes Ambientais e Proteção ao Turista - DECAT
Delegacia Virtual - DEVIR
Delegacia Especializada de Combate ao Crime Organizado - DECO

### Operações especiais
O Garras - Grupo Armado de Repressão a Roubo a Banco e Resgate a Assaltos e Sequestros
é o grupo de operações especiais da Polícia Civil do Estado de Mato Grosso do Sul, organizado para atuar em operações de risco, incluindo roubos a bancos e ações anti-sequestro. Conta com um efetivo de 2 delegados, 30 investigadores e dois escrivães.
Esta equipado com armamento diferenciado: pistolas Taurus PT 40; Fuzil Colt AR-15 calibre 5,56x45mm; Fuzil Heckler & Koch G3 calibre 7.62x51; Fuzil FN FAL calibre 7.62x51; Submetralhadora Heckler & Koch MP5 calibre 9mm; escopetas e carabinas.
Recebeu o reforço operacional de um veículo blindado tipo "Caveirão" projetado para resistir ao impacto dos fuzis calibre 7,62x51, 7,62x39, .223 Remington e outros calibres de alta velocidade.